# كلير نادر
كلير نادر (بالإنجليزية: Claire Nader)‏ هي عالمة سياسة أمريكية، ولدت في 1928.